# Hodíškov
Hodíškov (deutsch Hodischkau) ist eine Gemeinde in Tschechien. Sie liegt sieben Kilometer südlich von Nové Město na Moravě und gehört zum Okres Žďár nad Sázavou.

## Geographie
Hodíškov befindet sich in der Böhmisch-Mährischen Höhe in der Talmulde des Baches Hodíškovský potok. Nördlich erhebt sich der Chlumek (650 m), im Westen der Na kopci (589 m) und nordwestlich die Skály (629 m). In der Umgebung des Dorfes liegen mehrere Teiche.
Nachbarorte sind Hlinné im Norden, Řečice im Nordosten, Radešínská Svratka und Lánský Dvůr im Osten, Podolí und Bohdalec im Südosten, Křiby, Rousměrov, Laštovičky, Suky und Polák im Süden, Frelichův Mlýn, Ostrov nad Oslavou und Rychtářův Mlýn im Südwesten, Obyčtov und Sazomín im Westen sowie Vatín und Jámy im Nordwesten.

## Geschichte
1393 wurde im Zuge eines vom Obyčtover Pfarrer geführten Zehntstreits das Dorf Cossaw erwähnt. Cossaw lag nordöstlich von Obyčtov am Kosový vrch und erlosch wenig später. Es wird angenommen, dass seine Bewohner wegen der ungünstigen Lage den Ort aufgaben und das neue Dorf Hodíškov anlegten. Dieses ist 1417 erstmals nachweisbar, als ein Vergleich zwischen dem Saarer Abt Jan und dem Besitzer der Herrschaft Neustadtl, Čeňek von Lipá wegen des strittigen Dorfes Hodiskow geschlossen wurde. Čeňek von Lipá übergab damit Hodiskow dem Kloster, erhielt jedoch zeitlebens die Frondienste zugesprochen. In Hodiskow befand sich ein Freihof, dem die niedere Gerichtsbarkeit übertragen war. 1444 verkaufte der Abt Jan den Freihof an Ondra von Řečice. Es wird vermutet, dass dieser dem Vladikengeschlecht Konáč entstammte, die sich später auch Konáč von Hodíškov nannten. Dessen Sohn Vavřinec erhielt den Hof 1478 vom Abt Linhart als erblichen Besitz übertragen. 1462 waren im Saarer Urbar für Hodysskow neben dem Hof noch acht kleine Bauernwirtschaften ausgewiesen, von denen eine wüst lag. 1607 erwarb Kardinal Franz Xaver von Dietrichstein das Dorf. Nach dessen Tode erbte sein Bruder Maximilian von Dietrichstein die Güter. Er verkaufte sie 1638 an das Kloster Saar. Das älteste Ortssiegel stammt von 1667.
Nach der Aufhebung des Klosters im Zuge der Josephinischen Reformen fiel Hodíškov 1784 dem Religionsfonds der Herrschaft Saar zu. Dieser wurde der k.k. Veräußerungskommission für die Staatsgüter übertragen. Die Herrschaft Saar wurde in fünf Teile aufgegliedert. Hodíškov blieb bis 1848 zu Saar untertänig.
Nach der Aufhebung der Patrimonialherrschaften bildete Hodíškov ab 1850 eine Gemeinde im Bezirk Neustadtl. 1949 wurde die Gemeinde im Zuge der Auflösung des Okres Nové Město na Moravě dem Okres Žďár nad Sázavou zugeordnet.

## Ortsgliederung
Für die Gemeinde Hodíškov sind keine Ortsteile ausgewiesen. Zu Hodíškov gehören die Einschichten Křiby (Krziby) und Nové Paseky (Nowa Paseka).

## Sehenswürdigkeiten
- Kapelle des hl. Kyrill und Method, erbaut 1874–1877

## Söhne und Töchter der Gemeinde
- Mikuláš Konáč z Hodíškova (um 1480–1546), Drucker, Verleger, Übersetzer und Schriftsteller
- Aleš Linsbauer (1839–1895), Architekt
- Aleš Linsbauer (1891–1928), Chemiker und Professor für Zuckerwirtschaft an der Technischen Hochschule Brünn
- Stanislav Sochor (1882–1959), Architekt und Denkmalschützer